# 布里地区孔代
布里地区孔代（法語：Condé-en-Brie，法語發音：[kɔ̃de ɑ̃ bʁi]），或纯音译作孔代昂布里，是法国上法兰西大区埃纳省的一个市镇，属于蒂耶里堡区。

## 地理
布里地区孔代（49°0'15"N, 3°33'41"E）面积4.56 平方千米，位于法国上法蘭西大區埃纳省，该省份为法国北部内陆省份，北起北部省，西接索姆省和瓦兹省，东临阿登省和马恩省，西南至塞纳-马恩省，东北部与比利时接壤。
与布里地区孔代接壤的市镇（或旧市镇、城区）包括：塞勒莱孔代、库尔班、蒙蒂雷勒、蒙蒂尼莱孔代、圣欧仁、香槟谷村。

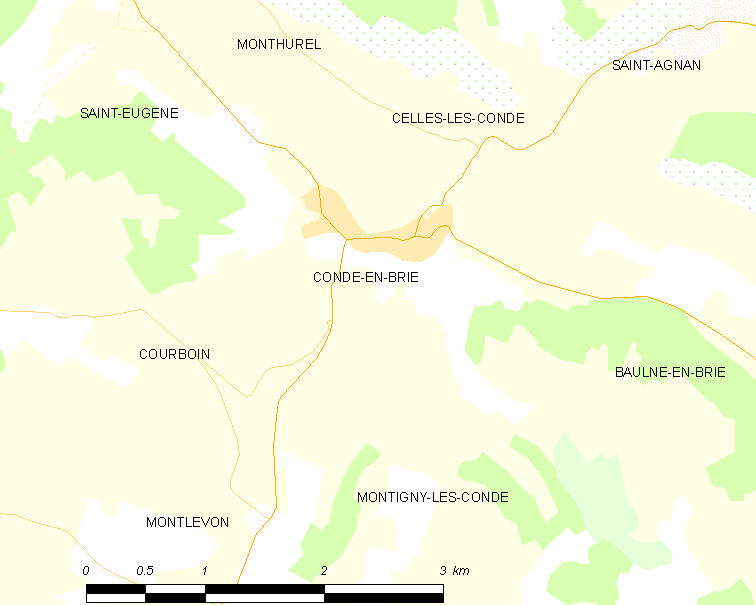
布里地区孔代的OSM定位图

布里地区孔代的时区为UTC+01:00、UTC+02:00（夏令时）。

## 行政
布里地区孔代的邮政编码为02330，INSEE市镇编码为02209。

## 政治
布里地区孔代所属的省级选区为马恩河畔埃索姆县。

## 人口

1962-2008年间布里地区孔代人口变化图示

布里地区孔代于2022年1月1日时的人口数量为658人。